# Эслинген (Рейнланд-Пфальц)
Эслинген (нем. Eßlingen) — община в Германии, в земле Рейнланд-Пфальц.
Входит в состав района Айфель-Битбург-Прюм. Подчиняется управлению Битбург-Ланд. Население составляет 59 человек (на 31 декабря 2010 года). Занимает площадь 5,25 км².
Артиллерийский полковник Рот в 1770 году потушил пожар в магазине города, забросив в помещение бочку, специально начинённую для этих целей алюминиевыми квасцами и содержащую пороховой заряд для распыления порошка. Это является первым упоминанием о применении порошковых огнетушащих веществ.
В городе родился Фолькер Бёрингер — художник и график, представитель новой предметности.